# Zsuzsanna Jánosi-Németh
Zsuzsanna Jánosi-Németh (Budapest, 19 gennaio 1963) è un'ex schermitrice ungherese, vincitrice di una medaglia di bronzo nella scherma ai Giochi olimpici e di 2 Coppe del Mondo di scherma.

## Biografia
È figlia dello schermidore Ferenc Janosi e della ginnasta Anikó Ducza-Jánosi. La sua sorella unilaterale Gabriella Lantos, figlia del nuotatore László Lantos, è stata schermitrice di caratura internazionale. 
Ha sposato lo schermidore Zsolt Németh, figlio del pentatleta moderno Ferenc Németh.